# Joseph Hewes
Joseph Hewes (ur. 23 stycznia 1730 w Princeton (New Jersey), zm. 10 listopada 1779 w Filadelfii) –  amerykański delegat Kongresu Kontynentalnego ze stanu Karolina Północna, sygnatariusz Deklaracji Niepodległości Stanów Zjednoczonych. 

## Życiorys
Joseph Hewes pochodził z Princeton, w stanie New Jersey; rodzice Hewesa byli członkami Towarzystwa Przyjaciół,  określanego popularnie jako Kwakrzy; realizował studia klasyczne i uczęszczał do Princeton College; prowadził działalność gospodarczą w Filadelfii, osiadł w Wilmington, w stanie Karolina Północna, gdzie zajmował się kupiectwem; później przeniósł się do Edenton, w stanie Karolina Północna; członek Kongresu Kontynentalnego w latach 1774/76, 1779; zmarł w Filadelfii, w stanie Pensylwania. 